# Větrný mlýn (Brušperk)
Větrný mlýn holandského typu se nachází v obci Brušperk, okres Frýdek Místek. V roce 1992 byl Ministerstvem kultury ČR prohlášen kulturní památkou České republiky.

## Historie
Větrný mlýn byl postaven kolem roku 1830 severovýchodně od centra obce na vrchu v nadmořské výšce 280 m. Prvním mlynářem byl Lysek, který v roce 1860 prodal mlýn Janu Lednickému. V roce 1940 byl mlynářem Viktorem Lednickým vybaven válcovou stolicí a převeden na elektrický pohon, větrné kolo bylo odstraněno. V roce 1941 byl mlýn zapečetěn, přes zákaz mletí mlynář mlel dál. V roce 1941 byl zatčen pro práci v odboji a popraven 19. října 1944. Mlýn je poznamenán přestavbami a rekonstrukcemi, sloužil i jako skladiště. V současné době slouží jako soukromé rekreační zařízení.

## Popis
Větrný mlýn holandského typu je zděnou omítanou třípodlažní stavbou na kruhovém půdorysu. V horní části nad okny po obvodu je římsa zdobená zubořezem. Stavba je ukončena kuželovou střechou krytou šindelem. V místě, kde byla hřídel větrného kola je vikýř se sedlovou zvalbenou střechou.
| půdorys průměr [m] | výška [m] | zdroj |
| ------------------ | --------- | ----- |
| 7,9                | 11,7      | [ 4 ] |